# Unknown - Senza identità
Senza identità (Unknown) è un film del 2011 diretto da Jaume Collet-Serra, basato sul romanzo Fuori di me dello scrittore francese Didier Van Cauwelaert. Il film è prodotto da Stati Uniti d'America, Regno Unito, Germania e Francia.

## Trama
Il dottor Martin Harris si trova a Berlino per un congresso sulle biotecnologie, insieme alla moglie Liz. Arrivati in albergo, si accorge di aver dimenticato in aeroporto la valigetta con i documenti, poco dopo sale su un taxi per tornare a recuperarla. Durante il viaggio, si trova coinvolto in un incidente stradale e precipita in un fiume. A causa dell'urto sviene e riesce a salvarsi solo grazie all'aiuto di Gina, la tassista.
Si sveglia dopo quattro giorni di coma, non ricorda nulla dell'incidente e scopre che la sua identità gli è stata sottratta. Raggiunge sua moglie, ma questa finge di non conoscerlo mentre è in compagnia di un uomo che si fa passare per Harris.
Scioccato da questi avvenimenti, Martin perde i sensi e viene portato in ospedale, dove un sicario, Smith, uccide l'infermiera che lo assiste e cerca di uccidere anche lui. Martin riesce a scappare e a contattare Jürgen, un investigatore privato che l'infermiera, poco prima di morire, gli aveva raccomandato; l'idea è quella di rintracciare Gina sperando che la sua testimonianza possa essere d'aiuto. Martin riesce a trovarla, ma lei non fa più la tassista dopo l'incidente; i due vengono raggiunti da Smith e dal suo collega Jones i quali cercano di eliminare Martin. Durante lo scontro Gina uccide Smith e, insieme a Martin, riesce a seminare Jones dopo un folle inseguimento in macchina.
Decifrando una serie di numeri scritti dalla moglie nella sua agenda, Martin riesce a ritrovarla e la donna gli suggerisce di recuperare la valigetta in aeroporto. Nel frattempo, Jürgen riceve a casa la visita di Cole, un collega di Martin, e deduce che Cole sia membro di una squadra segreta leggendaria di mercenari conosciuta come "Sezione 15". Rendendosi conto che Cole è lì per ucciderlo, non avendo modo di fuggire, Jürgen si suicida con del caffè al cianuro.
Dopo aver recuperato la valigetta, Martin viene rapito da Cole e Jones e si risveglia in un parcheggio. Cole gli spiega che quella di Martin Harris è una falsa identità costruita per entrare al congresso, e che lui, Liz e Martin Harris "B" sono in realtà assassini della "Sezione 15", inviati a Berlino per uccidere un ospite del congresso. In seguito all'incidente d'auto nel quale ha rischiato la morte, Martin aveva rimosso tutto dalla memoria e si era convinto di essere davvero Martin Harris, marito di Liz, personaggio di finzione da lui stesso inventato. Al termine della spiegazione, Cole e Jones decidono di uccidere Martin, ma interviene Gina che con il taxi elimina entrambi.
Martin ricorda di essere già stato con Liz a Berlino tre mesi prima per piazzare una bomba nella suite dell'hotel Adlon, dove alloggia il principe Shada. Per riscattarsi, tenta di fermare quella che lui ritiene essere l'operazione segreta, e si reca all'hotel con Gina. I due vengono fermati dagli agenti di sicurezza, ma Martin riesce ad affrancarsi mostrando loro i filmati che lo ritraggono nell'hotel tre mesi prima. L'uomo  capisce poi che l'obiettivo non è il principe Shada ma Bressler, un agronomo che partecipa al congresso perché con le sue ricerche ha sviluppato una varietà di mais geneticamente modificato in grado di resistere a qualsiasi condizione climatica, una scoperta così importante tale da poter risolvere il problema della carenza di cibo. Uccidendo Bressler e trafugando la sua ricerca, l'organizzazione vorrebbe rivendere il lavoro del professore ricavandone profitti da miliardi di dollari. Liz, con una copia dei codici segreti, riesce ad accedere al computer portatile di Bressler e a rubare i dati, ma successivamente muore nel vano tentativo di sventare l'esplosione della bomba collocata a suo tempo da Martin. Intanto l'uomo spacciatosi per il marito di Liz, tenta di eliminare direttamente Bressler, ma Martin lo raggiunge e dopo un lungo scontro riesce ad ucciderlo. Il film si conclude con Martin e Gina che, rimasti soli, salgono su un treno con nuovi passaporti e nuove identità.

## Produzione
La sceneggiatura è stata scritta da Oliver Butcher e Stephen Cornwell basandosi sul romanzo di Didier Van Cauwelaert Fuori di me. La produzione del film è iniziata nei primi mesi del 2010 con il titolo Unknown White Male, e le riprese si sono svolte totalmente a Berlino, Germania.

## Riconoscimenti
- 2011 - European Film Awards
  - Candidatura Premio del pubblico a Jaume Collet-Serra
- 2012 - Jupiter Award
  - Candidatura Miglior attore internazionale a Liam Neeson
  - Candidatura Miglior attrice internazionale a Diane Kruger

## Distribuzione
La pellicola è stata distribuita negli Stati Uniti e Canada dalla Warner Bros. in data 18 febbraio 2011. Sempre la Warner Bros. ha provveduto alla distribuzione italiana, che è avvenuta il 25 febbraio 2011. Nella stessa data è stato distribuito in Gran Bretagna a cura della Optimum Releasing.